# Bataille de Marcellae (756)
Pour les articles homonymes, voir Bataille de Marcellae (homonymie).
Guerres byzantino-bulgares
Batailles
- Ongal (680)
- Anchialos (708)
- Marcellae (756)
- Lithosoria (774)
- Marcellae (792)
- Serdica (809)
- Pliska (811)
- Versinikia (813)
- Mesembria
- Guerre de 894 - 896
  - Bulgarophygon
- Guerre de 913 - 927
  - Anchialos (917)
  - Pegae (921)
- Guerre de 970 - 1018
  - Portes de Trajan (986)
  - Thessalonique (995)
  - Passe de Kleidion (1014)
  - Bitola (1015)
- Ostrovo (1040)
- Klokotnica (1230)
- Andrinople (1254)
- Devina (1279)
- Skafida (1304)
- Rusokastro (1332)

La bataille de Marcellae (en bulgare : Битката при Маркели, en grec moderne : Μάχη των Μαρκελλών) s'est déroulée en 756 entre les armées du khanat bulgare du Danube et de l'Empire byzantin à Markeli, près de la ville de Karnobat dans le sud-est de la Bulgarie. Elle s'achève par une victoire byzantine, obligeant les Bulgares à négocier une trêve qui sera de courte durée.

## Origines du conflit
En 755, la longue période de paix entre la Bulgarie et l'Empire byzantin touche à sa fin. Après d'importantes victoires sur les Arabes, l'Empereur Byzantin Constantin V commence à fortifier sa frontière avec la Bulgarie. Dans ce but, il favorise l'installation d'hérétiques provenant d'Arménie et de Syrie en la Thrace. Pour le Khan Kormisosh ces mesures, ainsi que la construction d'une nouvelle forteresse le long de la frontière, constituent comme une violation du traité byzantino-bulgare de 716 signé par le Khan Tervel. Le souverain bulgare envoie alors des émissaires pour demander un tribut aux byzantins en compensation des nouvelles forteresses. Face au refus de l'Empereur byzantin, l'armée bulgare envahit la Thrace. Pillant tout sur leur passage, les Bulgares atteignent les faubourgs de Constantinople, où ils sont défaits par les troupes Byzantines.

## Bataille
L'année suivante, Constantin V lance une importante campagne militaire contre la Bulgarie, qui est maintenant dirigée par un nouveau Khan, Vinekh. Tandis qu'une première armée est transportée par 500 navires dans la zone du delta du Danube où elle se livre à des pillages, l'Empereur lui-même prend la tête de la force principale. Cette armée avance à travers la Thrace. Elle rencontre les Bulgares à proximité du château de Marcellae. Les détails de la bataille sont inconnus, mais les différentes sources indiquent qu'elle aboutit à une victoire de l'armée byzantine conduite par Constantin V. Afin de stopper l'invasion byzantine, les Bulgares envoient des otages à Constantinople. Trois ans plus tard en 759, Constantin envahit de nouveau la Bulgarie, mais il subit une cuisante défaite lors de la bataille de la Rishki Pass.

## Sources
- (en) Cet article est partiellement ou en totalité issu de l’article de Wikipédia en anglais intitulé « Battle of Marcellae (756) » (voir la liste des auteurs).
- Zlatarski, V. History of the Bulgarian state during the Middle Ages, vol. I, part 1, Sofia 1970, "Nauka i Izkustvo" („Books for Macedonia“, 29.11.2008)